# 이본 뤼에크
이본 뤼에크(독일어: Yvonne Rüegg, 1938년 8월 2일~)는 스위스의 알파인 스키 선수이다. 1960년 동계 올림픽 여자 대회전에서 금메달을 획득했다.